# Maciej Żurawski (football, 2000)
Maciej Żurawski, né le 22 décembre 2000 à Toruń en Pologne, est un footballeur polonais qui évolue au poste de milieu central au Warta Poznań.

## Biographie

### Carrière en club
Né à Toruń en Pologne, Maciej Żurawski est formé par le Pogoń Szczecin qu'il rejoint en 2016. Le 14 janvier 2019 il prolonge son contrat avec son club formateur, d'une durée de trois ans et demi. Il joue son premier match le 19 mai 2019, lors d'une rencontre de championnat face au KS Cracovie. Il entre en jeu et son équipe s'impose sur le score de trois buts à zéro.
Żurawski inscrit son premier but en professionnel le 27 novembre 2020, lors d'une rencontre de championnat face au Górnik Zabrze. Titularisé en défense centrale, il ouvre le score mais ne peut empêcher la défaite de son équipe par deux buts à un.
Le 13 janvier 2021, Maciej Żurawski est prêté jusqu'à la fin de la saison au Warta Poznań.
Le 20 juillet 2022, Żurawski fait son retour au Warta Poznań. Il signe cette fois-ci définitivement avec le club, pour un contrat courant jusqu'en juin 2024 avec une année supplémentaire en option.
Il marque son premier but pour le club le 30 juillet 2022, lors d'une rencontre de championnat face au Miedź Legnica. Titulaire ce jour-là, il marque le but vainqueur de son équipe (1-2 score final).

### En sélection
Maciej Żurawski est sélectionné à six reprises avec l'équipe de Pologne des moins de 17 ans en 2017.
Il compte dix sélections avec les moins de 19 ans, obtenues entre 2018 et 2020. Il se fait notamment remarquer avec cette sélection en marquant un but le 17 novembre 2018 contre le Kazakhstan (victoire 4-0 des Polonais ce jour-là.
Żurawski joue son premier match avec l'équipe de Pologne espoirs contre l'Arabie Saoudite, le 26 mars 2021. Titulaire ce jour-là, il marque également son premier but avec les espoirs, participant ainsi à la large victoire des siens (7-0 score final).